# Cantonul Saint-Gilles-Croix-de-Vie
Cantonul Saint-Gilles-Croix-de-Vie este un canton din arondismentul Sables-d'Olonne, departamentul Vendée, regiunea Pays de la Loire, Franța.

## Comune
- L'Aiguillon-sur-Vie
- Brem-sur-Mer
- Bretignolles-sur-Mer
- La Chaize-Giraud
- Coëx
- Commequiers
- Le Fenouiller
- Givrand
- Landevieille
- Notre-Dame-de-Riez
- Saint-Gilles-Croix-de-Vie (reședință)
- Saint-Hilaire-de-Riez
- Saint-Maixent-sur-Vie
- Saint-Révérend